# Aguacate Creek (Moho River)
Der Aguacate Creek (auch: Jalacte Creek) ist ein Fluss in Guatemala und Belize. Er mündet nach einem Verlauf von 41 Kilometern in den Moho River.

## Geographie
Der Fluss entspringt in den Südausläufern der Maya Mountains im Osten von La Compuerta (Municipio Poptún, Departamento Petén, Guatemala) dicht an der Grenze zu Belize. Von dort verläuft er nach Süden. Bei San Vicente, San Francisco Moyejon und Jalacte tritt der Aguacate Creek drei Mal über die Grenze, bevor er sich dann bei Santa Cruz Frontera nach Osten wendet und im Staatsgebiet von Belize bleibt. Er fließt vorbei an Aguacate und mündet im Norden von Santa Teresa in den Moho River, welcher selbst in der Bucht von Amatique in das Karibische Meer mündet.
Bei Santa Cruz Frontera überquert die San Antonio Road den Strom mit einer Brücke.